# 24K純金痞孩
金·蘭迪斯·馮·瓊斯（2000年11月13日—）藝名為24K純金痞孩是美國饒舌歌手、詞曲作家和前童星。他以2019年的單曲〈Valentino〉聞名，該單曲在告示牌百強單曲榜上排名第92位，並於2020年4月獲得了美國唱片業協會的鉑金認證。2020年7月，金馮·瓊斯與波多黎各美國饒舌歌手伊恩·迪奥發行了單曲〈壞心情〉（Mood），榮登了《告示牌》百强单曲榜榜首，並成為他職業生涯中最高的榜單歌曲。他也曾出演潔淨的盜賊和Mabel的熱門單曲〈Tick Tock〉。

## 生平
金·蘭迪斯·馮·瓊斯（Golden Landis Von Jones）出生於加利福尼亞州的舊金山，生於阿什肯納茲（Ashkenazi）的猶太人母親金伯利·蘭迪斯（Kimberly Landis）和非裔美國人的父親。他有一個姐姐。他的父母兩個都是時裝模特兒。
24kGoldn就讀於Lowell High School，這是一所小有名氣的公立高中，他於2018年畢業。
小時候，24kGoldn曾在商業廣告中演出。他在中學和高中的合唱團中唱歌，因此，音樂在他的生活中，變得極為重要性。在他意識到自己可以做音樂之前，他計劃成為一名對沖基金經理（hedge fund manager）。
24kGoldn上了南加州大學馬歇爾商學院，在2019年春季的活動中，他加入了Tau Kappa Epsilon兄弟會的Beta-Sigma分會。最初，他休學，從事說唱生涯。24kGoldn表示他並沒有預料，「當我來到南加州大學時，事情將會如此之快」，而他認為他不會完成大學學習，但是他想結束學年以進一步發展他與人之間的關係，並指出他對在校園裡的熱愛，以及作為一名學生的經歷使他「停滯不前」。

## 音樂與專輯
24K純金痞孩的第一部音樂錄影帶「Trappers Anthem」於2017年發行。2019年1月，他發行了單曲〈Valentino〉取得了重大突破，在Spotify上獲得了超過1億次播放。他通過製作人D. A. Doman獲得了他的第一筆唱片合約。24K純金痞孩於2019年11月發布了他的首張EP 「Dropped Outta College」，並與Records，LLC和哥伦比亚唱片簽署了唱片合約。2020年，24K純金痞孩憑藉單曲〈City of Angels〉受到了更多關注，該單曲於2020年3月31日正式發行到美國另類電台；隨後在2020年5月，英國歌手兼作詞人Yungblud對這首歌進行了正式混音。5月20日，24K純金痞孩出現在Olivia O'Brien的單曲〈Josslyn〉的音樂中。
2020年8月11日，他被列入「XXL」的2020年新生課程，在獲得最多票數之後排名第十。同月，由伊恩·迪奧出演的24K純金痞孩的單曲〈壞心情〉登上了排行榜。在《告示牌》百强单曲榜上排名第一。2020年12月4日，24K純金痞孩通過社交媒體宣布了〈可可〉。
2021年3月26日，他發行了他的第一張錄音室專輯《黃金國度》。專輯上有13首歌曲，並與未来小子，伊恩·迪奧，斯韦·李和DaBaby一起合作製作。